# God Bless America
"God Bless America" (Deus Salve a América) é uma música patriótica estadunidense, originalmente escrita por Irving Berlin em 1918 e revisada por ele em 1938. Por vezes é considerada um hino não-oficial nos Estados Unidos da América. Essa música serviu de inspiração para um outro hino, This Land Is Your Land", que foi escrita em resposta a ela.
"God Bless America" é semelhante no formato e na letra a muitos hinos contemporâneos. É considerado um hino moderno devido às suas memoráveis palavras e melodia, em oposição à bastante complexa e abstrata letra do Hino nacional dos Estados Unidos da América.
"God Bless America" tem a forma de uma oração pedindo a paz e a bênção de Deus para a nação.